# Mandelshagen
Mandelshagen ist ein Ortsteil der Gemeinde Blankenhagen im Landkreis Rostock in Mecklenburg-Vorpommern (Deutschland).

## Geografie
Mandelshagen liegt etwa 18 Kilometer nordöstlich von Rostock und 13 Kilometer südwestlich von Ribnitz-Damgarten an der Grenze zum Landkreis Vorpommern-Rügen, zwischen den Waldgebieten der Rostocker Heide und Billenhägener Heide – beide teilweise Landschaftsschutzgebiete. Über die Hälfte des Gemarkung besteht aus Waldflächen.

## Geschichte
Mandelshagen wurde am 13. Mai 1334 erstmals urkundlich erwähnt. Mandelshagen, als „Manegoldeshagen“, Billhagen und Cordshagen wurden nach ihrem Lokator benannt.
Am 1. Juli 1950 wurde die bis dahin eigenständige Gemeinde Cordshagen eingegliedert. Am 1. Januar 2012 wurde Mandelshagen nach Blankenhagen eingemeindet.

## Politik
Der letzte Gemeinderat bestand (inkl. Bürgermeister) aus 6 Mitgliedern. Die Wahl zum Gemeinderat am 7. Juni 2009 hatte folgende Ergebnisse:
| Partei/Bewerber | Prozent | Sitze |
| --------------- | ------- | ----- |
| SPD             | 65,4    | 4     |
| CDU             | 34,6    | 2     |

## Belege
1. ↑  Statistisches Bundesamt
2. ↑  Wahlergebnis auf www.amtcarbaek.de (Seite nicht mehr abrufbar, festgestellt im Januar 2017. Suche in Webarchiven)